# Rik Andreae
Rik Andreae (Arnhem, 23 januari 1950) is een Nederlands dichter.
Andreae groeide op in Emmen en woont sinds 1975 in Groningen. In 1977 richtte hij in Winsum het tijdschrift Vijf Zinnen op, samen met vijf anderen. Het tijdschrift bood een open podium voor voornamelijk amateur-poëzie. Van het blad werden er in totaal tien nummers uitgebracht. Andreae legde zich nadien toe op het tekenen en schilderen, onder het pseudoniem Serassot, en begon pas weer te schrijven in 1997. In 2001 won hij de eerste prijs van de Nijmeegse SNS-Literatuurprijs; de Poëziewedstrijd Poëziemarathon Groningen won hij in 2002, 2004 en in 2005.

## Publicaties

### Tijdschriften
Rik Andreae publiceerde onder meer in de Hollands Maandblad.

### Boeken
- Hoe schrijf je een citroen?, uitgeverij Triona Pers, 2023
- Landschap met blauwe schutting, Uitgeverij Kleine Uil, 2021
- Omdat het vlamde, Uitgeverij Monnier, 2015
- Blootwuilders dij wie binnen, Uitgeverij Kleine Uil, 2012, (Groningstalig)
- Tegelijk groen, Utrecht,Leeuwarden, Uitgeverij De Contrabas, dec 2010
- Toerist, Nijmegen, BnM Uitgevers, mei 2007
- 7 gedichten, eigen beheer, maart 2001
- Dorst, vertaling van Thirst van Myles na Gopaleen/Flann O'Brien, Van Zins, Groningen, 1994

- International Standard Name Identifier: 0000 0003 9210 5768
- Nederlandse Thesaurus van Auteursnamen: 261852582
- Virtual International Authority File: 286070153
- WorldCat: E39PBJc7WWMmYBtWpCwVdcxMT3